# Fumiko Yamaguchi
Fumiko Yamaguchi Amano (25 de mayo de 1903 – 8 de enero de 1987) fue una médica japonesa y asesora de salud reproductiva. Ella y su esposo estudiaron en los Estados Unidos y fundaron el Instituto Japonés de Control de la Natalidad en Tokio después de la Segunda Guerra Mundial.

## Primeros años y educación
Yamaguchi nació en Tokio, siendo hija de Minosuke Yamaguchi y Yuki Sasaki Yamaguchi. Creció en Ohio cuando su padre estudiaba medicina y en Nueva York cuando el mismo ejercía como médico en la ciudad. Se graduó de Barnard College en 1925 y obtuvo su título médico en la Escuela de Medicina de Yale. Mientras estuvo en Yale, fue coautora de un artículo bioquímico titulado «Factores que influyen en la distribución y el carácter del tejido adiposo en la rata» (1930).
Sus hermanas mayores, Aiko y Megumi también estudiaron en Barnard College. Sus otros dos hermanos y Megumi también se convirtieron en médicos. Su sobrino, Jean Shinoda Bolen, es psiquiatra.

## Carrera profesional
Yamaguchi tenía una clínica en Los Ángeles a principios de la década de 1930. Practicó como doctora en obstetricia y ginecología en Tokio desde 1938 hasta 1945. Después de la Segunda Guerra Mundial, ella y su esposo dirigieron una clínica, el Instituto Japonés de Control de Natalidad y se convirtieron en editores adjuntos del Japan Planned Parenthood Quarterly. Se convirtió en la anfitrión oficial de la 5th International Conference on Planned Parenthood, que se celebró en Tokio en 1955. También es autora de panfleto «Family Planning in Japan» (1955).
Yamaguchi y su esposo se mudaron a Los Ángeles a fines de la década de 1950 y ella reabrió su clínica en 1959. Ese mismo año, habló sobre «La cambiante situación económica de las mujeres de Japón» a mujeres japonesas-estadounidenses en Los Ángeles. En 1962, ella y su esposo abrieron conjuntamente una nueva oficina en el vecindario de Crenshaw. Yamaguchi siguió trabajando como médica y enseñando hasta poco antes de su fallecimiento en 1987.

## Vida personal
Yamaguchi se casó con el físico japonés Kageyasu Wat Amano en Arizona en 1934. Del matrimonio nacieron dos hijos. Se convirtió en ciudadana de los Estados Unidos en 1964 y falleció de un ataque cardíaco en 1987, a los 84 años, en Los Ángeles.